# Kościół św. Antoniego w Sądowie
Kościół pw. św. Antoniego w Sądowie – rzymskokatolicki kościół filialny w Sądowie, w powiecie słubickim, w województwie lubuskim, zarządzany przez parafię Matki Bożej Częstochowskiej w Cybince. Terytorialnie należy do dekanatu Rzepin w diecezji zielonogórsko-gorzowskiej.